# DiVolvo

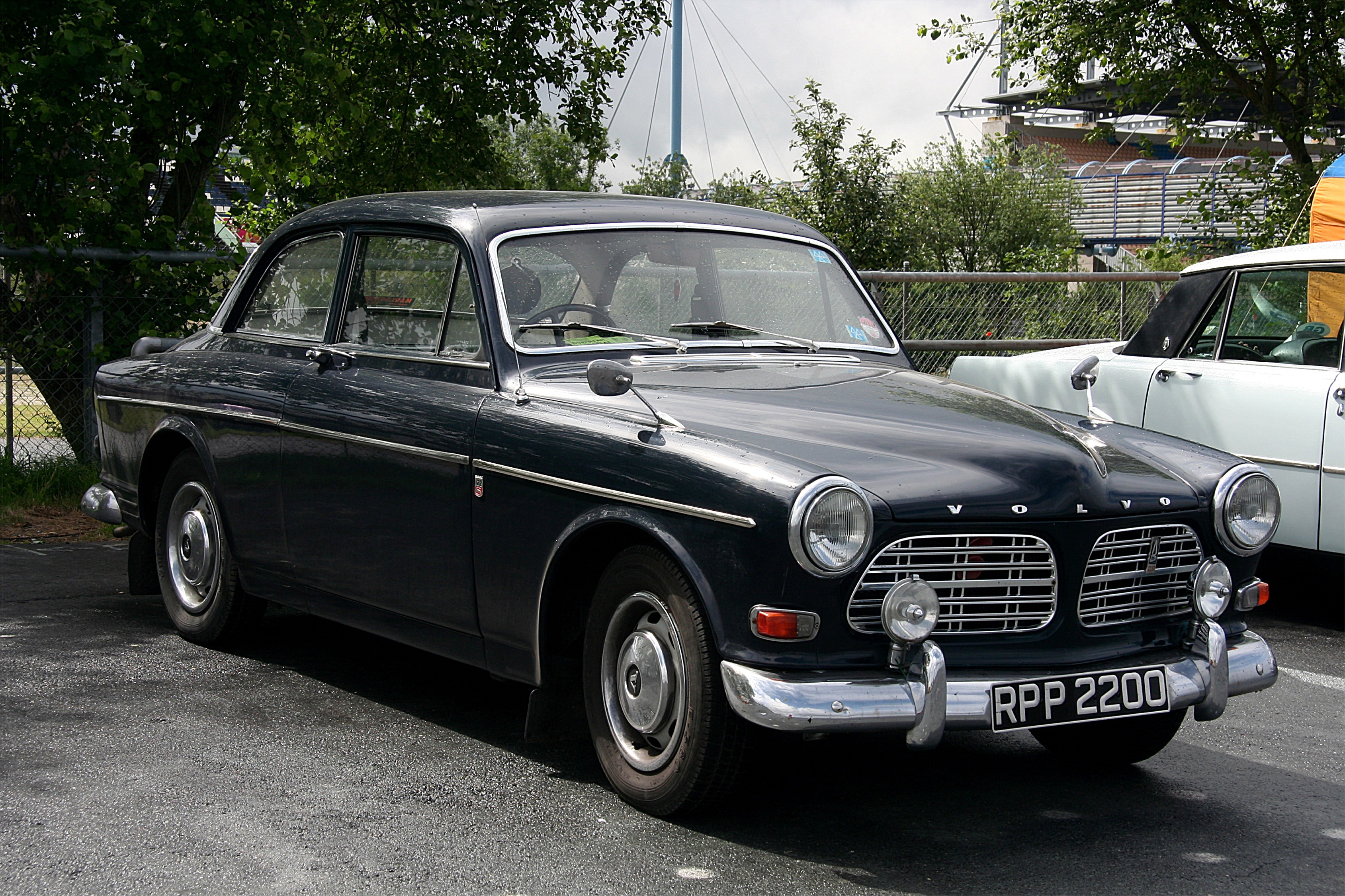
El Volvo 122S es el modelo de automóvil de pasajeros más importante de la producción de DiVolvo.

DiVolvo S.A. -abreviatura de Distribuidora Volvo Sociedad Anónima- fue un fabricante y distribuidor de automóviles originario de Arica, en Chile.
La empresa fue fundada en 1959 por Eduardo Averill. Con cierto apoyo de Volvo, comenzó a construir una planta de ensamblaje en Arica. También podría haber recibido algún apoyo de Det Norske Veritas.
Una vez terminada la planta por 1962, se construyeron 2956 Volvo 122 S hasta 1967. La producción se basó en kits CKD. Todos ellos eran sedanes de cuatro puertas.  Las características comunes o típicas que poseían era un asiento de banco delantero y una palanca de cambios en la columna de dirección. Algunos de estos autos también fueron utilizados por la policía chilena. Algunos PV544 y P1800 también se ensamblaron en DiVolvo.  
DiVolvo también fue un concesionario, importador de otros modelos a Chile, ofreció servicios de mantenimiento y sirvió como centro de capacitación para Volvo en Sudamérica. También ensambló vehículos de otras marcas como Dodge, Chevrolet y Simca. Ya para 1975 su negocio se enfocó exclusivamente en camiones y buses.